# منطقه نظامی مسکو
منطقه نظامی مسکو (انگلیسی: Moscow Military District) یک منطقه نظامی از نیروهای مسلح روسیه است. منطقه نظامی مسکو در سال ۱۸۶۴ تأسیس شد و تا زمان فروپاشی امپراتوری روسیه در سال ۱۹۱۷، بخشی از ارتش امپراتوری روسیه بود. در دوره اتحاد جماهیر شوروی بخشی از نیروهای مسلح شوروی بود، در سال ۲۰۱۰ با منطقه نظامی لنینگراد ادغام شد تا منطقه نظامی جدید غرب را تشکیل دهد. در دسامبر ۲۰۲۲ سرگئی شویگو؛ وزیر دفاع روسیه، پیشنهاد داد که این منطقه به همراه منطقه نظامی لنینگراد دوباره تأسیس شوند، تصمیمی که در ژوئن ۲۰۲۳ توسط معاون رئیس ستاد کل، یوگنی بوردینسکی، تأیید شد. این منطقه پس از تقسیم منطقه نظامی غرب، بطور رسمی در ۲۶ فوریه ۲۰۲۴ با فرمان ریاست‌جمهوری شماره ۱۴۱ بازسازی شد.
ژنرال سرگئی کوزولف در ۱۵ مه ۲۰۲۴ به‌عنوان فرمانده جدید این منطقه منصوب شد. منطقه نظامی مسکو از نظر وسعت جغرافیایی یکی از کوچک‌ترین مناطق نظامی در روسیه است. این منطقه یکی از دو منطقه نظامی نیروهای مسلح روسیه است که حوزه قضایی آن عمدتاً در منطقه مرکزی غربی روسیه اروپایی قرار دارد. منطقه نظامی مسکو شامل ۲۰ استان فدرال روسیه است: استان بلگورود، استان بریانسک، استان ایوانوو، استان کالوگا، استان کوستروما، استان کورسک، استان لیپتسک، مسکو، استان مسکو، استان نیژنی نووگورود، استان اوریول، استان ریازان، استان اسمولنسک، استان تامبوف، استان تور، استان تولا، استان ولادیمیر، استان وولوگدا، استان ورونژ، استان یاروسلاول. این منطقه در منطقه فدرال مرکزی واقع شده است.
واحدهای نظامی نیروهای داخلی وزارت امور داخلی، سرویس مرزی روسیه، واحدهای وزارت موقعیت‌های اضطراری و سایر وزارتخانه‌ها و ادارات فدراسیون روسیه که وظایفی را در قلمرو این منطقه انجام می‌دهند، تحت نظارت عملیاتی منطقه نظامی مسکو قرار دارند.